# Río Cerezuelo
El río Cerezuelo, también llamado río Cazorla,  es un corto río del sur de España, un afluente del río Guadalquivir que discurre por la provincia de Jaén. 

## Curso
Nace en el paraje conocido como «Nacelrío», en la sierra de Cazorla y a mitad de su curso, junto a la ermita de Nubla, confluye con el río Cañamares, y a partir de aquí también se lo llama río de la Vega de Cazorla.
Posee una longitud de 9,7 km (hasta la confluencia con el Cañamares) y otros 14,5 Hasta la desembocadura con el Guadalquivir. Cruza Cazorla bajo la iglesia y plaza de Santa María construida sobre una bóveda sobre el cauce del río y desemboca en la proximidades de Santo Tomé en el Guadalquivir.

## Afluentes
Por la derecha recibe al arroyo Tramaya y al río Cañamares.